# 福さ屋
福さ屋株式会社（ふくさや）は、福岡県福岡市博多区に本社を置く、辛子明太子の製造・販売を行う企業である。

## 沿革
- 1976年（昭和51年）2月 - マイング博多駅名店街内にてスーパーマーケット等を経営する博多ステーションフード株式会社設立。
- 1977年（昭和52年）9月 - 食品事業部を設立、辛子明太子の製造・販売を開始。
- 1978年（昭和53年）5月 - 福さ屋株式会社として別法人を設立。
- 1979年（昭和54年）1月 - 小倉駅南口に北九州支店・直売店を開業。
- 1985年（昭和60年）8月 - 大阪市福島区野田に大阪支店・直売店を開業。
- 1991年（平成3年） - 外国人男性と女性店員が登場するテレビCMの放送を開始[1]。
- 1994年（平成6年）4月 - 福岡市博多区博多駅南に本社ビル新築・移転。本社直売店を開業。
- 1999年（平成11年）4月 - 大阪市福島区玉川に大阪支店ビル新築。
- 2001年（平成13年）4月 - 東京都江東区越中島に東京支店ビル新築。
- 2008年（平成20年）6月 - 福岡市博多区博多駅中央街に本社ビル新築・移転。

## 事業所
- 本社・福岡支店 - 福岡県福岡市博多区博多駅中央街5-14
- 清水工場 - 福岡県福岡市南区清水2丁目15-20
- 北九州支店 - 福岡県北九州市小倉北区浅野2丁目12-35
- 大阪支店 - 大阪府大阪市福島区玉川3丁目3-16
- 東京支店 - 東京都江東区越中島1-2-8

## 直営店

### 福岡県
- 本社売店 - 福岡県福岡市博多区博多駅中央街5-14
- 博多駅構内直営店「のれん」 - 福岡県福岡市博多区博多駅中央街1-1
- 清水工場 - 福岡県福岡市南区清水2丁目15-20
- 北九州支店売店 - 福岡県北九州市小倉北区浅野2丁目12-35
- 小倉駅アミュプラザ店 - 福岡県北九州市小倉北区浅野1丁目1-1
- 小倉旦過店 - 福岡県北九州市小倉北区魚町4丁目2-19

### 大阪府
- 大阪支店売店 - 大阪府大阪市福島区玉川3丁目3-16

### 東京都
- 東京支店 - 東京都江東区越中島1-2-8

## 商品
- 辛子めんたい
- 無着色辛子めんたい
- 謹製辛子めんたい

## コマーシャル
1991年（平成3年）から、外国人男性と女性店員（演：若尾延子）が出演するテレビCMとラジオCMを放送している。
初代のCMは福岡で英語教師をしていた男性が起用されたが、社名に合わせて「ぴしゃっと「さ」がついとう」としていた台詞が「「差がついとう（差がついている）」という台詞が、他社の製品より優位とする比較広告ではないか」という指摘が同業他社からあった。そのため放送開始から3-4年後に、台詞を社章に合わせて「ぴしゃっと「まるさ」がついとう」に差し替え、新たにアメリカ海軍佐世保基地に勤務していた男性が出演するCMが制作された。新CMでは、2人が時間を知らせる時報CMも制作され、BGMを変更しつつ30年以上放送されている。
若尾は演劇学校の講師の傍ら女優として活動しており、このCMへの出演をきっかけに、1994年（平成6年）の連続テレビ小説『ぴあの』に起用された。